# Prisión de Chikurubi
La Prisión de Chikurubi (en inglés Chikurubi Prison) es una cárcel de máxima seguridad masculina en Zimbabue. Situada en las afueras de la capital del país, Harare, la prisión fue construida en 1911, y es conocida por su hacinamiento y malas condiciones sanitarias, considerándosela la peor de África. Las celdas suelen medir 9 metros (30 pies) por 4 metros (13 pies), y puede haber nada menos que 25 presos alojados en cada espacio. Pasan gran parte del día encerrados y tienen pocas oportunidades de recreación.